# Ellen Constans
 (juillet 2019).
Si vous disposez d'ouvrages ou d'articles de référence ou si vous connaissez des sites web de qualité traitant du thème abordé ici, merci de compléter l'article en donnant les références utiles à sa vérifiabilité et en les liant à la section « Notes et références ».
Pour les articles homonymes, voir Ellen et Constans.
Ellen Constans, parfois francisé en Hélène Constans, née Ellen Nowee le 11 février 1930 à Arnhem (Pays-Bas) et morte le 16 février 2007 à La Rochelle, est une universitaire et femme politique française.

## Biographie

### Origines et enfance
Ellen Nowee est la fille de paysans néerlandais installés en France, ses parents étant venus avant la Seconde Guerre mondiale dans la région toulousaine. Elle n'apprend le français qu'à l'âge de 5 ans. 

### Carrière professionnelle
Elle commence une carrière d'enseignante, d'abord au lycée Léonard Limosin, puis à la faculté des lettres de Limoges où elle devient rapidement maître assistante, puis professeur de première classe. 
Agrégée et docteur ès Lettres, elle soutient en 1976 à l'université Paris IV sa thèse sur « Les problèmes de la condition féminine dans l'œuvre de Stendhal ». Ses dernières recherches portent, pendant une quinzaine d'années, sur la littérature populaire de la fin du XIXe et du début du XXe siècles. Elle participe, avec Jean-Claude Vareille, à la création du Centre de recherches sur les littératures populaires de l'université de Limoges.

### Carrière politique
Elle est membre du Parti communiste français jusqu'à la fin des années 1980. Proche de l'ancien ministre Marcel Rigout, elle participe à la création de l'Alternative démocratie socialisme. 
Elle devient députée de Haute-Vienne en mars 1973, battant le candidat socialiste Georges Sarre, parachuté dans le fief de René Regaudie. En 1974, lors de la première journée de débat à l'Assemblée nationale sur la loi Veil, c'est elle qui préside l'assemblée en tant que vice-présidente. Elle est réélue en mars 1978, avec 23 584 suffrages et 34,16 % des voix au premier tour, devançant le candidat socialiste Alain Rodet. Elle est battue par ce dernier en juin 1981, n'obtenant plus que 18 841 suffrages et 31,79 % des voix au 1er tour, le candidat PS en totalisant 23 803 soit 40,16 % des suffrages. Elle est ainsi députée durant huit ans. 
En 1977, elle est élue au conseil municipal de Limoges, et figure parmi les adjoints au maire Louis Longequeue. C'est elle qui, à la mort de Louis Longequeue, assure l'intérim, pendant quelques jours, à la mairie de Limoges jusqu'à l'élection d'Alain Rodet. Elle demeure au conseil jusqu'en 1995.

## Vie privée
Elle épouse au début des années soixante Raymond Constans, secrétaire fédéral du PCF.

## Hommages
Une rue porte son nom à Limoges.
Le 25 avril 2024, une cellule du PCF 87 se constitue à Limoges et prend le nom d'Ellen Constans.

## Mandats
- 11/03/1973 - 02/04/1978 : députée PCF de la Haute-Vienne (circonscription de Limoges-Eymoutiers).
- ../../1977 - ../../1995 : conseillère municipale et maire-adjointe PCF de Limoges, chargée de la culture.
- 19/03/1978 - 22/05/1981 : députée PCF de la Haute-Vienne, vice-présidente de l'Assemblée Nationale.
- ../../1973 - ../../1985 : conseillère générale PCF et vice-présidente du conseil général de la Haute-Vienne.

## Œuvre
- Ouvrières des Lettres, Presses Universitaires de Limoges et du Limousin, 2007
- Parlez-moi d'amour: le roman sentimental : des romans grecs aux collections de l'an 2000, Presses Universitaires de Limoges, 1999